# توصيل دلتا
في توصيل دلتا ،أو  توصيلة المثلث في الهندسة الكهربائية توصل الثلاثة فروع التي تحمل التيار ثلاثي الأطوار على التوالي .

مصدر كهربائي ثلاثي الأطوار: توصيلة المثلث.

توصيل الدلتا هو الخيار الثاني في التوصيل الكهربائى المستخدم لتشغيل المحركات الكهربائية والمحولات الكهربائية والمولدات الكهربائية في نظام تيار ثلاثي الأطوار . فهو يماثل توصيل نجمة إلا أنه يعمل بثلاثة فروع ، بينما يعمل توصيل النجمة بأربعة فروع .
يأتي توصيل دلتا من منتج الكهرباء لدى المستهلك - ويكون عادة ورشة عمل أو مصنع - على لوحة خاصة للكهرباء ، تقدم له تيارا ثلاثي الأطوار مناسبة لتشغيل أجهزته الكهربائية . يكون جهد تلك الثلاثة أطراف 380 فولت أو 400 فولت أو أكثر من ذلك (هذا بالمقارنة باللوحة المعتادة في البيوت التي تقدم جهدا قدره 220 فولط أو 110 فولت .
ويتم التوصيل بالصورة التالية : يتكون كل من المحرك الكهربائي والمحول الكهربائي العامل بتيار ثلاثة أطوار من ثلاثه ملفات بها ست اطراف موزعة كالاتى -الملف الأول u1 بداية u2 نهاية -الملف الثاني v1 بداية v2 نهاية -الملف الثالث w1 بداية w2 نهاية - يوصل طرف الملف الأول u1 مع طرف الملف الثالث w2 - يوصل طرف الملف الثاني v1 مع طرف الملف الثالث u2 - ويوصل طرف الملف الثالث w1 مع طرف الملف الثني v2 . و تتم التغذية الرئيسية بتوصيل أطراف المصدر (توصيلة دلتا) في الأطراف الاتية: u1—L1 و v1—L2 و w1—L3 . في توصيل الدلتا لا يوجد طرف محايد(N) - مثلما في توصيل النجمة - لذلك في حالة توصيل الدلتا يتم تعويض الطرف المحايد من الأرضي . لكن غالبا ما يتم توصيل المحولات (دلتا - نجمة ) للحصول على طرف متعادل .

## الفرق بين توصيل دلتا وتوصيل نجمة
يقدم توصيل دلتا إلى المستهلك تيارا ثلاثي الأطوار ذو جهد واحد (الجهد هنا 400 فولت) ، بينما يقدم توصيل النجمة إلي المستهلك جهدين ، مثل 380 فولت 220 فولط . فيمكن للمستهلك استخدام الجهد 380 فولط لتشغيل آلاته من محركات ، ويستخدم الجهد 220 فولط للإنارة والتدفئة وعلى العموم فإن عزم الشغل لتوصيل دلتا أكبر من عزم توصيل ستار لكن إقلاع دلتا يستهلك تياراً أكبر بثلاث مرات من توصيل النجمة (ستار) , لذا تعتمد معظم المحركات سداسية الأقطاب على إقلاع ستار / دلتا

## اقرأ أيضا
- توصيل نجمة
- تيار أحادي الطور
- تيار ثلاثي الطور
- محرك كهربائي
- خط جهد عالي
- نقل الكهرباء
- مغناطيس كهربي
- طور الموجة
- تيار متردد
- دوار قفص سنجابي
- الدائرة المكافئة